# 新龙站 (广州市)
新龙站，是穗深城际铁路的高架车站，位于广东省广州市黄埔区新龙镇洋田村和新田村交界处。

## 车站结构
本站为路侧高架三层双岛式车站，侧站房设地上2层、地下1层。本站南北两侧各设有一条单渡线，具备折返条件。

### 车站楼层
| 地上三层 | 上行站台（待避线） | 穗深城际 深圳机场方向（下站：镇龙） |  |  |
|          | 岛式站台           |                                     |  |  |
|          | 越行线             | 穗深城际 深圳机场方向越行线         |  |  |
|          | 越行线             | 穗深城际 花都方向越行线             |  |  |
|          | 岛式站台           |                                     |  |  |
|          | 下行站台（待避线） | 穗深城际 花都方向（下站：佛塱）     |  |  |
| 地上二层 | 站厅               | 售票处、候车区                      |  |  |
| 地面     | 出入口             | 进站口、出站口                      |  |  |

## 历史
本站在规划和施工阶段被称作平岗站。车站于2020年1月14日封顶。2021年2月2日，本站定名为新龙站。